# شاهی بنگاله
شاهی بنگاله (بنگالی: শাহী বাঙ্গলা) یا سلطان‌نشین بنگاله یک امپراتوری در سده‌های چهاردهم، پانزدهم و شانزدهم میلادی در دلتای گنگ در بنگال بود. این کشور دارای چند دولت خراجگزار از جمله اودیسا در جنوب غرب، آراکان در جنوب شرق، و تریپورا در شرق بود. بنگاله در اوایل قرن شانزدهم به اوج گستردگی جغرافیایی خود رسید و بر سرزمینی از کامروپ و کاماتا در شمال شرق تا جون‌پور و بیهار در غرب حکم‌رانی می‌کرد. این کشور به عنوان یک کشور با اقتصاد قوی و یکی از قدرتمندترین کشورهای آسیایی مشهور بود. انحطاط بنگاله با فترتی توسط امپراتوری سور آغاز شد و پس از آن با فتح این سرزمین به دست امپراتوری گورکانی، بنگاله به چند پادشاهی کوچک تجزیه شد.
شاهی بنگاله یک سلطنت سنی‌مذهب با ریشه‌های هندی، سیستانی، حبشی و بنگالی بود. تکثرگرایی دینی این امپراتوری مشهور بود و در آن جوامع غیرمسلمان به صورت مسالمت‌آمیز زندگی می‌کردند. گرچه بنگالی رایج‌ترین زبان بنگال بود، زبان فارسی در آن به عنوان زبان رسمی، دیپلماتیک و تجاری مورد استفاده قرار می‌گرفت. شهرهای بنگاله به شهرهای ضرابخانه مشهور بودند که در آن‌ها تانکاها ضرب می‌شدند. این شهرها با بناهای باشکوهی آراسته شده بودند.
در سال ۱۵۰۰، شهر گور پایتخت بنگاله، پنجمین شهر پرجمعیت جهان بود. از دیگر شهرهای بنگاله می‌توان به نخستین پایتخت پاندوآ، قطب اقتصادی سونارگوان، مساجد شهر باگرهات و بندر و مرکز تجاری چیتاگونگ اشاره کرد. بنگاله از طریق راه‌های دریایی و زمینی با کشورهای آسیا، آفریقا، اقیانوس هند و اروپا ارتباط داشت و مهاجران و بازرگانان بسیاری را از نقاط مختلف جهان به خود جلب کرده بود. کشتی‌ها و بازرگانان بنگالی در سراسر منطقه از جمله در ملاکا، چین و مالدیو تجارت می‌کردند.
شاهی بنگاله توسط جهان‌گردان هم‌عصر اروپایی و چینی به عنوان یک پادشاهی نسبتاً مرفه توصیف می‌شد. به دلیل فراوانی کالاها در بنگال، این منطقه به عنوان «ثروتمندترین کشور برای تجارت» معروف بود. بنگاله میراث معماری محکمی برجای گذاشته‌است. بناهای مربوط به این دوره نشان می‌دهند که تأثیرات خارجی در یک سبک متمایز بنگالی ادغام شده‌است. شاهی بنگاله همچنین بزرگترین و قوی‌ترین دوره حکومت مسلمانان در تاریخ بنگال است.

## بنگاله در شعر فارسی

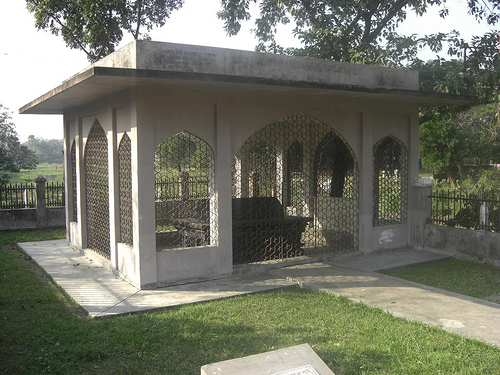
مقبره غیاث‌الدین اعظم‌شاه نارایان‌گنج بنگلادش

غیاث‌الدین اعظم‌شاه از پادشاهان بنگاله و مردی فاضل و دوستدار ادب فارسی بود. وی هم‌عصر خواجه حافظ شیرازی بود و با این شاعر بزرگ فارسی‌گوی مکاتبه داشت. دربارهٔ چگونگی آغاز این مکاتبه روایتی در آیین اکبری اثر ابوالفضل علامی و ریاض‌السلاطین آمده که روزی سلطان به بیماری مهلکی دچار شده بود و به سه تن از زنان حرم به نام‌های سرو و گل و لاله دستور داد که پس از مرگ بدنش را بشویند. چون سلطان از بیماری نجات پیدا کرد به این سه زن محبت بسیار می‌کرد و این محبت دیگر زنان حرم را به حسادت واداشت چنان‌که به ایشان به استهزاء غساله می‌گفتند. سلطان که از این امر آگاهی یافت بر آن برآمد که با قصیده‌ای دل ایشان را به دست آورد. پس مصرع «ساقی حدیث سرو و گل و لاله می‌رود» را سرود، اما در مصرع بعداش ماند. چون هیچ‌یک از شاعران دربار نتوانستند وی را یاری نمایند، سلطان شعر ناتمام را به همراه دعوت حافظ به بنگال برای وی فرستاد. حافظ مصرع ناتمام سلطان را به مصرع «وین بحث با ثلاثه غساله می‌رود» کامل کرد، اما به خاطر کهولت سن از سفر به بنگال خودداری کرد و در عوض غزلی را که در زیر آمده به سلطان هدیه کرد. آمدن نام سلطان غیاث‌الدین و اشاره به دیدار از بنگال از لحاظ تاریخی این روایت را تأیید می‌کنند.
| ساقی حدیث سرو و گل و لاله می‌رود    |  | وین بحث با ثلاثه غساله می‌رود       |
| می ده که نوعروس چمن حد حُسن یافت    |  | کار این زمان ز صنعت دلاله می‌رود    |
| شکرشکن شوند همه طوطیان هند         |  | زین قند پارسی که به بنگاله می‌رود   |
| طی مکان ببین و زمان در سُلوک شعر    |  | کاین طفل، یک شبه، ره صد ساله می‌رود |
| آن چشم جادوانه عابدفریب بین        |  | کش کاروان سحر ز دنباله می‌رود       |
| از ره مرو به عشوه دنیا که این عجوز |  | مَکاره می‌نشیند و مُحتاله می‌رود       |
| باد بهار می‌وزد از گلستان شاه       |  | و از ژاله باده در قدح لاله می‌رود   |
| حافظ ز شوق مجلس سلطان غیاث دین     |  | غافل مشو که کار تو از ناله می‌رود   |

## نگارخانه

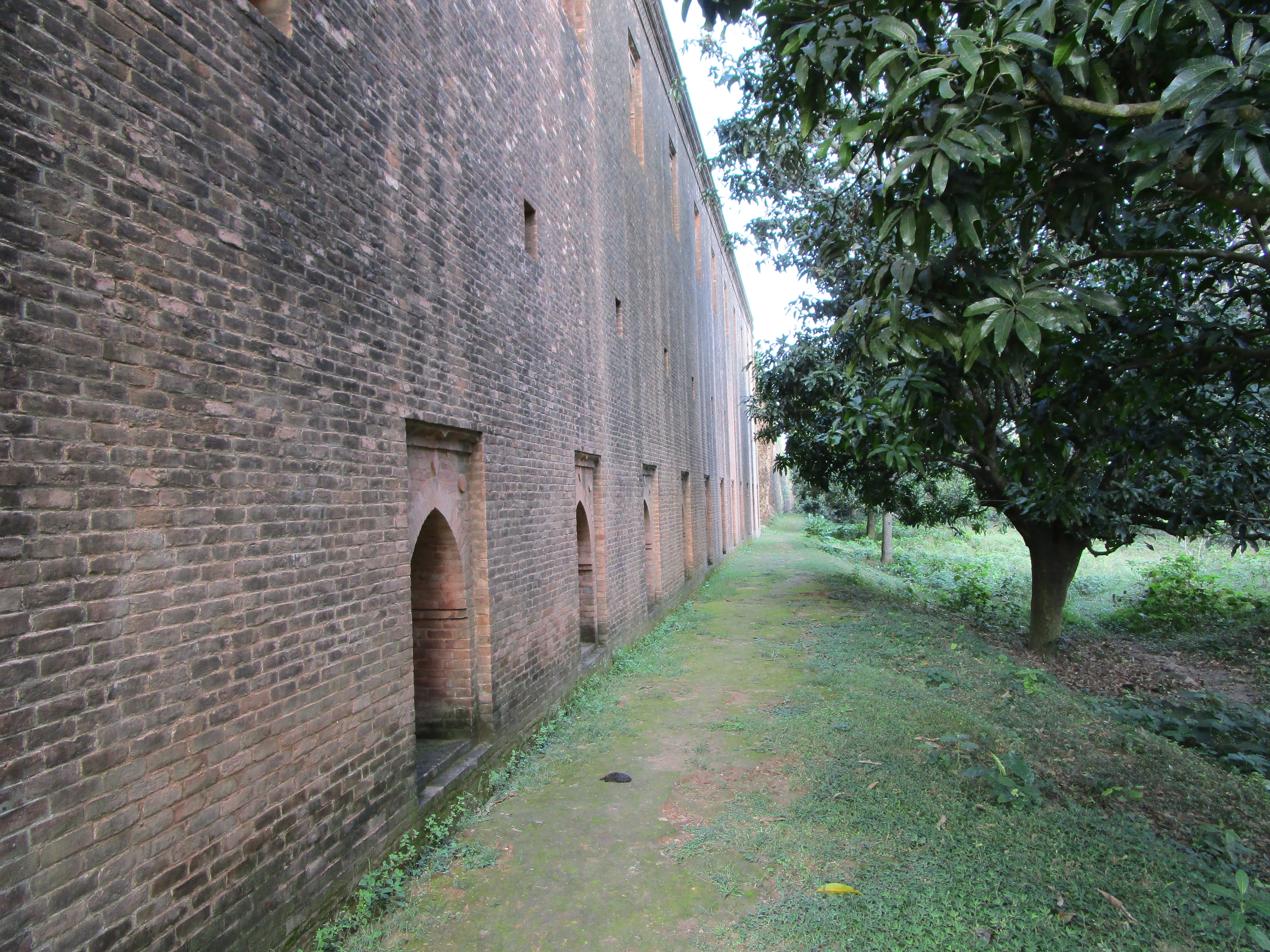
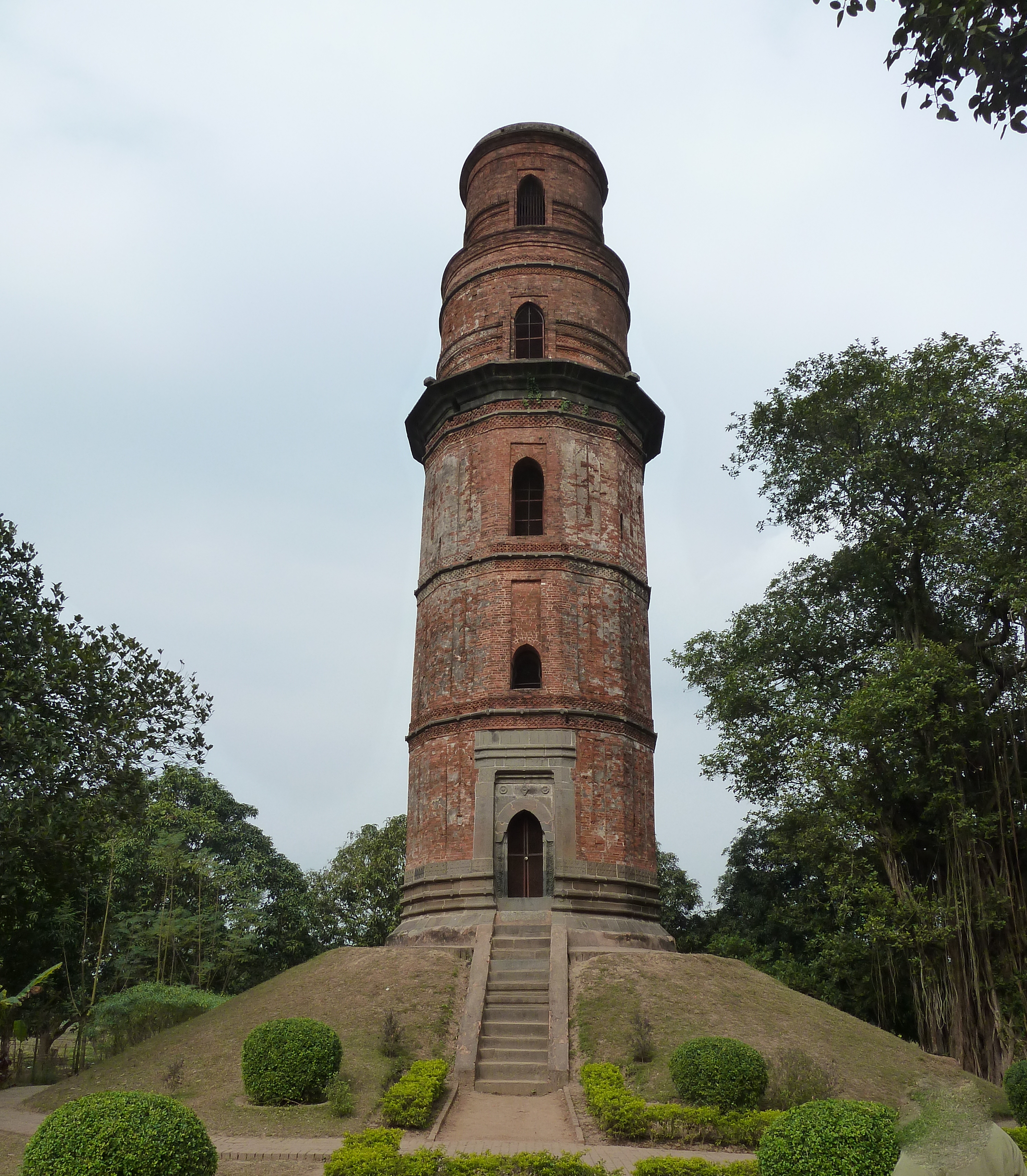
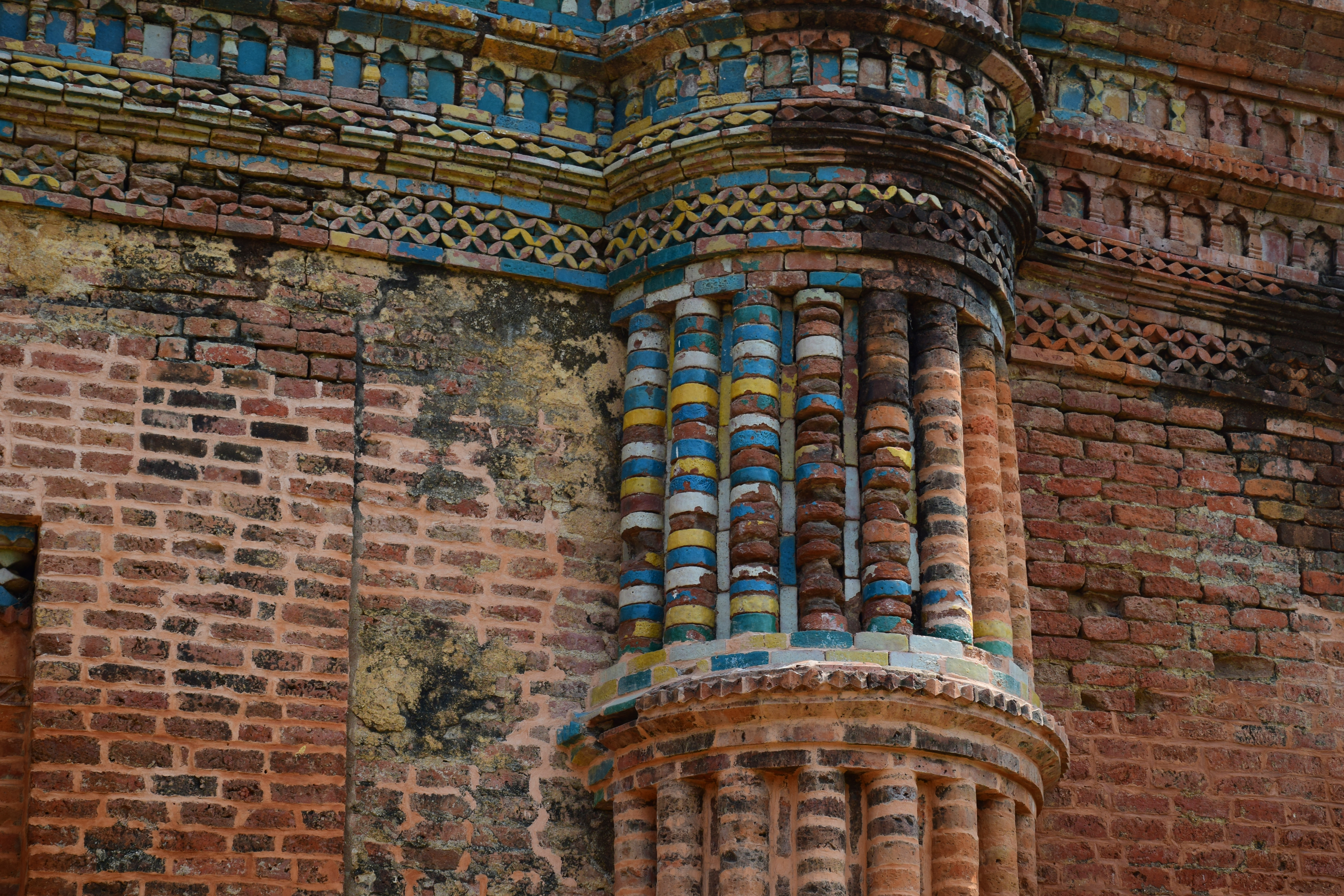
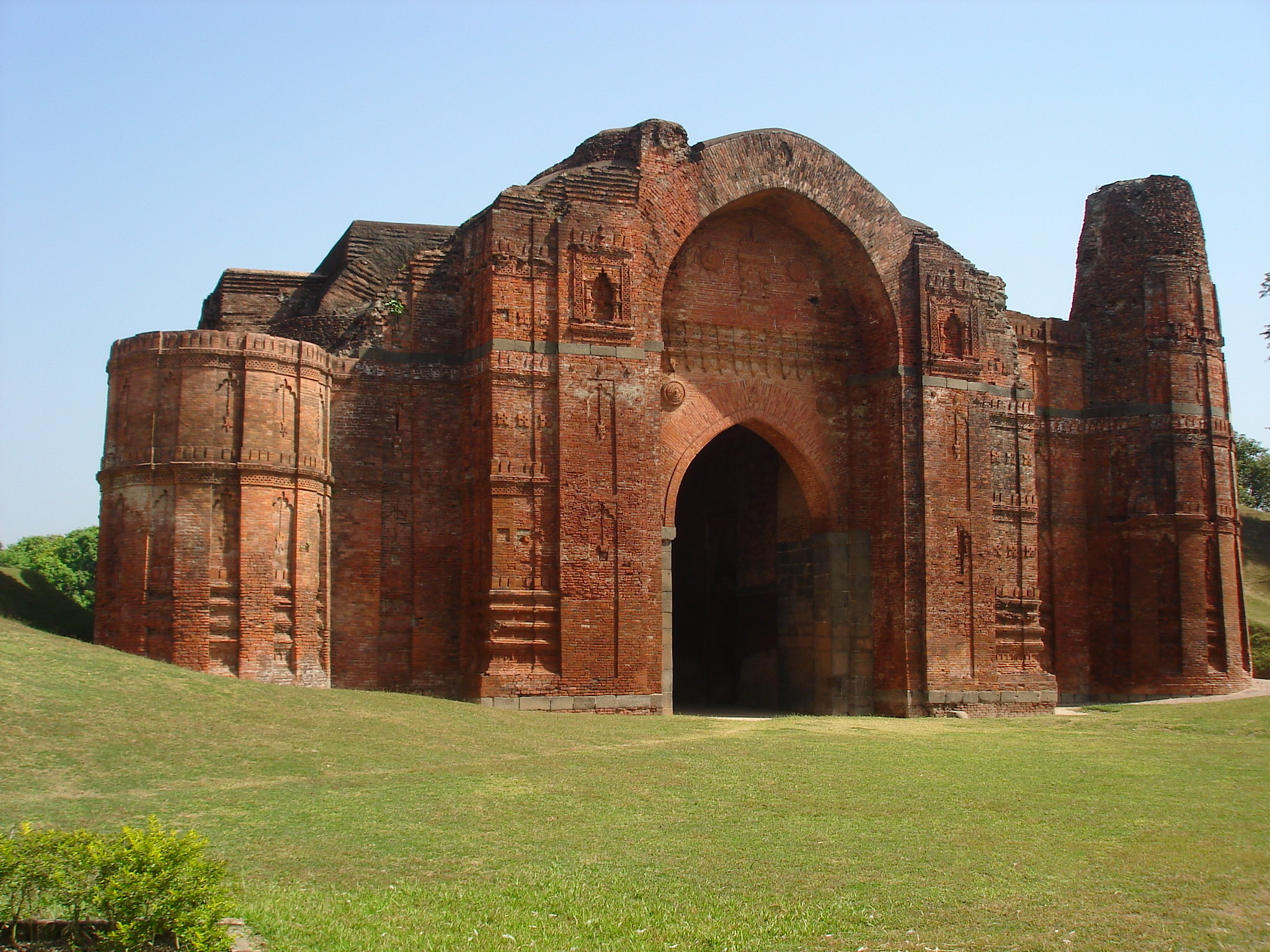